# Любин (Полша)
Вижте пояснителната страница за други значения на Любин.
Лю̀бин (на полски: Lubin; на немски: Lüben) е град в Югозападна Полша, Долносилезко войводство. Административен център е на Любински окръг, както и на селската Любинска община, без да е част от нея. Самият град е обособен в самостоятелна община с площ 40,77 км2.

## География
Градът се намира в историческата област Долна Силезия. Разположен е край река Жимница между градовете Легница и Глогов.

## Население
Населението на града възлиза на 72 892 души (2017). Гъстотата е 1788 души/км2.
Демография
- 1939 – 10 809 души
- 1946 – 1769 души
- 1955 – 4158 души
- 1965 – 13 807 души
- 1975 – 47 724 души
- 1985 – 73 942 души
- 1996 – 83 490 души
- 2000 – 82 368 души
- 2009 – 74 552 души
- 2017 – 72 892 души

## Спорт
Градът е дом на футболния клуб Заглембе (Любин).

## Фотогалерия
- Паметник на Ян Вижиковски
- Сградата на районните съд и прокуратура
- „Ципрум Арена“